# Politique de pêche
Une politique de pêche a pour objet principal la sauvegarde des ressources halieutiques. La pêche est une activité qui affecte les secteurs économiques (croissance), sociaux (pêcheurs) et environnementaux (durabilité de la ressource). Des intérêts multiples et importants sont en jeu. Les politiques les prennent en considération. Ces intérêts entrent en contradiction les uns avec les autres. Il en résulte des déficiences dans les prises de décision et dans leurs exécutions.

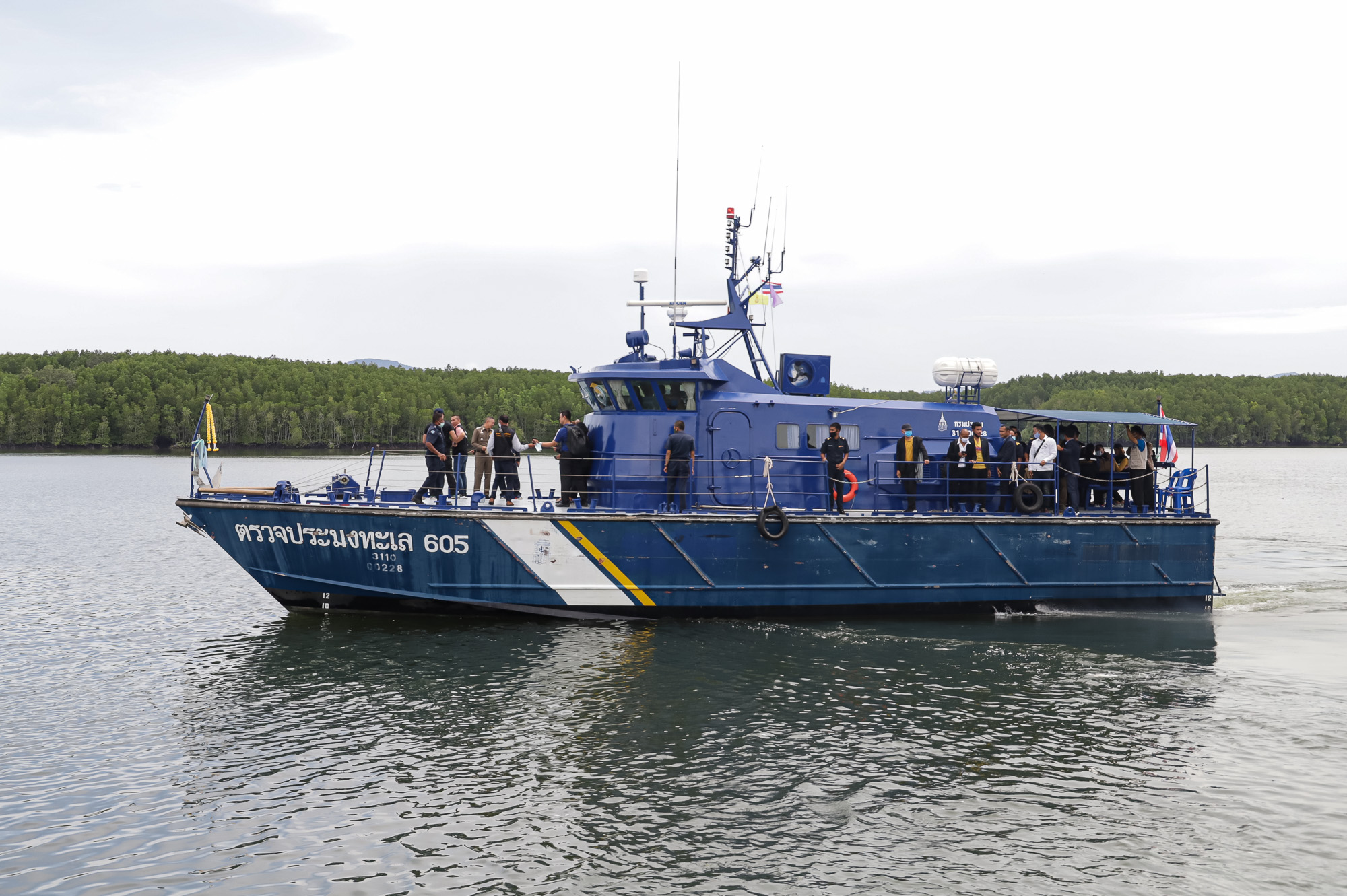
Un patrouilleur du département des pêches de Thaïlande.

## Historique
Ce n’est que dans la seconde moitié du XXe siècle que les limites des ressources marines sont apparues. L’effondrement de la morue du Canada en 1992 a révélé que la surpêche pouvait provoquer la disparition de certaines espèces. La chute des prises globales mondiales de poissons entre 1987 et 1999 a conforté la crainte que la sécurité alimentaire n’était plus assurée.
En 1955, se basant sur les travaux des scientifiques, la conférence de Rome adoptait le concept de Total autorisé de capture, (TAC). La capture maximale autorisée pour une espèce était celle que pouvait supporter un stock de façon durable. Tant que les pays ne pouvaient pas prouver scientifiquement que les stocks de poissons étaient tombés au-dessous du niveau prescrit, la pêche ne nécessitait pas d’être aménagée. Ce concept laissait un accès libre aux ressources marines puisqu’il fallait, pour la réglementer, fournir une preuve difficilement obtenable. Il fut adopté à une faible majorité et contre les avis des pays en développement. Depuis cette date il n’a pas été remis en cause.
La politique commune de la pêche (PCP) de l’Union européenne tirait parti de cette liberté. Il fallait moderniser le secteur pour exploiter au mieux les mers et les océans. Les fonds européens fournissaient des aides pour la construction de navires et incitaient à l’augmentation de la puissance motrice des bateaux. Les volumes pêchés ne suivaient pas l’accroissement des moyens. Les captures mondiales qui croissaient de 6 % dans les années 1950 et 1960, se bornaient à seulement 2 % dans les deux décennies suivantes. Il apparaissait des limites à l’exploitation de la ressource. Il devenait nécessaire de mettre fin à la « course au poisson ». La politique commune de la pêche modifie alors ses orientations pour la période 1982-1992. Les nouvelles mesures visent à limiter la pêche : plan de sortie de flotte, fixation de quotas et de taux admissibles de capture, etc. Elles se révèlent insuffisantes. Les flottilles sont en surcapacité, la plupart des stocks européens sont surexploités. De nouvelles réglementations limitent l’amplification de la pêche : obligation de détenir une licence, réévaluation des quotas, meilleurs contrôles des prélèvements, arrêt des aides financières pour la construction de navires, privatisation des droits de pêche, confrontation des évaluations des scientifiques à celles des professionnels.

## La chaîne alimentaire
Le développement d’une espèce est fonction de l’environnement et des autres espèces dont elles se nourrissent. L’énergie indispensable à la matière vivante provient de la photosynthèse. Celle-ci requiert de la lumière. Au fur et à mesure que l’on descend en profondeur dans les mers la lumière perd de son intensité. C’est pourquoi l’essentiel de la matière organique est synthétisée dans les couches superficielles des océans. Les phytoplanctons, organismes végétaux en suspension dans l’eau, réalisent cette photosynthèse et sont à la base de toute la chaîne alimentaire. Pour se développer ils ont également besoin de sels minéraux. La plupart des animaux de petite taille (poissons, crevettes, calmars) se nourrissent la nuit de plancton puis redescendent le jour dans des couches plus profondes. Chaque espèce vit dans une profondeur qui lui convient et qui est principalement fonction de la lumière et de la température. Les poissons d’une strate se nourrissent de la matière vivante qui provient de la strate supérieure.

## L’épuisement des océans
La quantité pêchée par habitant est passée de 8 kilos en 1950 à 15 kilos actuellement. Depuis 1988, malgré l’augmentation du potentiel de pêche, les prises déclinent chaque année de 0,36 million de tonnes. En une vingtaine d’années l’abondance du mérou a diminué de 80 % au Sénégal. La diminution des rejets en mer est attribuée par les chercheurs tunisiens à une destruction des faunes marines plutôt qu’à une amélioration des pratiques de pêche.

### Effondrement
La conscience que la ressource halieutique est un bien à préserver a longtemps fait défaut aux pêcheurs. Si le poisson est manquant, le pêcheur peut penser par expérience qu’il est parti ailleurs et qu’il reviendra. En fait la masse d’une espèce peut s’effondrer brutalement. En se basant sur les quantités pêchées, des chercheurs ont établi que sur 1 519 pêcheries étudiées un quart ont vu leur stock s’effondrer au cours des cinquante dernières années. Ils ont aussi constaté que 21 % de ces effondrements n’avaient pas donné de signe avant-coureur et que les quantités pêchées avaient été stables pendant une dizaine d’années avant la chute brutale des captures. Un indicateur basé sur les captures pour évaluer l’exploitation durable d’une espèce semble ainsi manquer de fiabilité.

### Surpêche
La disparition d’une espèce a des répercussions en cascade dans la chaîne alimentaire. Aux États-Unis la surpêche de requins sur la côte est a entraîné indirectement la disparition des coquilles Saint-Jacques particulièrement abondantes jusque-là. Dans la mer Noire la surpêche de thons suivie de celle des petits poissons a favorisé l’explosion du nombre de méduses et une dégradation progressive de l’écosystème. Le stock de quatre-vingt-dix espèces de poissons, gros et petits, s’est alors dégradé de façon probablement irréversible. La perte économique résultant de cette dégradation a été au cours des années 1990 de l’ordre de 16 millions d’euros pour la seule pêcherie d’anchois. En Afrique de l’Ouest la surexploitation des daurades et des mérous a entraîné la prolifération de poulpes à durée de vie courte. Or celles-ci sont sensibles aux variations de l’environnement. Au Sénégal les captures de poulpes peuvent ainsi passer d’une année sur l’autre de quelques centaines de tonnes à plus de 30 000. De façon plus générale la raréfaction des gros poissons prédateurs modifie durablement le fonctionnement des écosystèmes marins. Les écosystèmes deviennent plus instables et tributaires des variations environnementales car les espèces de petite taille et à courte durée de vie dominent. Le dernier rapport de l'Organisation des Nations unies pour l'alimentation et l'agriculture estime à 31 % les stocks de poissons surexploités dans le monde. La production mondiale des captures marines était restée très stable depuis le début des années 1990. Depuis 15 ans elle a diminué. Cette évolution traduit une situation de pleine exploitation, voire de surexploitation des potentiels de production des océans mondiaux.

### Reproduction
S’arrêter de pêcher ne permet souvent pas de reconstituer un stock. Vingt années n’ont pas suffi à rétablir le stock de la morue de l’Atlantique nord-ouest. Des chercheurs ont évalué les déclins de 230 populations de poissons sur une durée de 10 à 73 ans. Cinq ans après leur effondrement 41 % des populations continuaient à décliner et seulement 8 % avaient retrouvé leurs niveaux d’abondance précédents. Même après quinze années, 12 % seulement avaient rattrapé leur niveau initial.
Lorsque les populations ont atteint des niveaux extrêmement bas, des caractéristiques spécifiques au milieu marin en empêchent le rétablissement. Les juvéniles de l’espèce effondrée continuent à être pêchés sous forme de prises accessoires. La diversité génétique intra-spécifique se réduit. Les partenaires sexuels ont des difficultés à se rencontrer dans un environnement aussi dispersif. Les poissons de grande taille, prédateurs des petits poissons, sont les premières victimes des pêches. En outre leurs œufs mesurent 1 millimètre de diamètre comme tous les œufs des poissons. Ces œufs sont mangés par les poissons de petite taille qui prolifèrent à la suite de leur disparition. La reconstitution des stocks des grands poissons n’en est rendue que plus difficile. L’écosystème est entraîné dans un cercle vicieux qui peut empêcher les stocks de poissons de grande taille de se reconstituer.

### Super prédation
Les poissons et les mammifères marins ont leurs repères et leurs habitudes. Ils se déplacent d’un endroit à l’autre suivant des rythmes et des saisons établis. Ils sélectionnent des environnements favorables dans lesquels ils peuvent trouver leur nourriture, échapper à leurs prédateurs et se reproduire. L’évolution a ciselé le comportement de tous ces animaux de manière qu’ils parviennent à cohabiter. Les prélèvements massifs de l’homme ne donnent pas le temps nécessaire aux stocks de se reconstituer et à de nouveaux équilibres de se rétablir. La surexploitation du milieu marin par l’homme est le principal facteur de détérioration de l’écosystème. Les grands poissons de grande taille et à vie longue sont particulièrement affectés. Depuis le début de l’ère industrielle 90 % ont disparu. Les espèces à vie courte ont proliféré à leur place. Celles-ci sont plus réactives aux changements environnementaux. La surexploitation fait exprimer les autres facteurs perturbateurs (pollution, destruction des habitats, changement climatique). La réponse globale est supérieure à la somme des réponses qui aurait été produite si chaque facteur avait agi indépendamment. Les effets en cascade sont nombreux. L’écosystème est détérioré.

### Le changement climatique
Le changement climatique s’accompagnera de températures plus chaudes et d’acidification des eaux. Il en résultera une aggravation des déséquilibres et des dysfonctionnements déjà présents. La productivité globale du milieu marin en sera affectée. Dans le golfe de Gascogne le réchauffement a été de 1,5 °C entre 1970 et 2000. Ce réchauffement est particulièrement sensible après 1987/1988. Il s’est accompagné d’acidification du milieu marin. Les variations climatiques entraînent des variations dans la chaîne alimentaire. Tous les maillons de la chaîne ne sont pas affectés de la même façon. L’instabilité des écosystèmes en est aggravée. Elle permet l’introduction d’espèces invasives dont certaines sont pathogènes ou toxiques. Plus généralement, l’arrivée de nouvelles espèces dans le système modifie les interactions biologiques existant entre les populations. Il peut en résulter des répercussions sur le fonctionnement de l’écosystème dans son ensemble.
Une correspondance a été établie entre l’affaiblissement du régime des vents d’ouest en mer du Nord et l’abondance du plancton, des harengs et des mouettes. Les turbulences dues aux vents font remonter à la surface les sels minéraux qui sont nécessaires au phytoplancton. Celui-ci est à la base de la chaîne alimentaire et toute variation l’affectant se répercute sur la masse poissonneuse. Son développement est fonction aussi de la température, de l’ensoleillement, du vent et des courants.
Les excès d’engrais utilisés dans l’agriculture intensive et s’écoulant dans la mer sont susceptibles de priver une zone de toute vie. Ces engrais fertilisent le phytoplancton. Lorsque celui-ci tombe sur le fond des bactéries s’en nourrissent. La prolifération des bactéries prive le milieu de son oxygène qui se transforme en zone morte. Tel est le cas du delta du Mississippi, de la rivière des Perles en Chine, de secteurs de la mer Baltique et de certaines côtes bretonnes en été qui sont sans vie.
Pour certaines espèces de poissons un réchauffement des eaux de 0,5 °C favorise la production d’individus soit tous mâles, soit tous femelles. Il en résulte une raréfaction de l’espèce. L’élévation de la température de l’eau et son acidification par absorption de CO2 sont les principales causes du déclin des coraux. Le réchauffement de l’eau provoque des déplacements de certaines espèces vers le nord pouvant atteindre 50 kilomètres par an.

## Le contexte

### La demande de poissons
La demande mondiale de poissons a explosé à la suite de l’accroissement démographique de la population, de son urbanisation et de l’essor de la restauration hors domicile (scolarisation des enfants, développement du travail féminin, séparation spatiale entre le domicile et le lieu de travail). Dans les pays en voie de développement l’augmentation de la demande est due à la démographie, à la contraction du terroir agricole et à la paupérisation. Les aliments carnés devenus chers ont été remplacés par des poissons salés et séchés de moindre choix. Le développement des élevages agricoles hors sol (poulets, porcs, ruminants) et de l’aquaculture (crevette, saumon) a fortement accru la demande mondiale sous forme de farine de poisson. La production halieutique qui s’élevait à quelques millions de tonnes au début du XXe siècle est passée à 70 millions en 1970 et 86 millions au début du XXIe siècle. Elle stagne maintenant malgré l’amélioration des techniques de pêche. Elle est limitée par l’appauvrissement des stocks.

### La mondialisation
La mondialisation a pour conséquence la primauté des pays industrialisés dans l’exploitation et l’approvisionnement en poissons. L’offre ne suffisant pas à satisfaire la demande une compétition s’établit entre les nations pour assurer leur sécurité alimentaire. La souveraineté des pays sur leur bande côtière est passée progressivement de 3 à 200 milles marins.
Dans les années 1950 commençait à apparaître la nécessité de gérer les stocks de poissons afin de garantir une pêche durable. Cela n’a pas été fait. Il était question de régir le maillage des filets pour assurer le développement des poissons jusqu’à l’âge adulte. Il fallait également réglementer l’exploitation de la ressource. Ces mesures ne furent pas adoptées à la conférence de Rome en 1955. Dans le contexte d’après-guerre la sécurité alimentaire était devenue un enjeu crucial. Les États-Unis, à l’instar des pays industriels, voulaient préserver leur libre accès aux ressources marines mondiales. Les bateaux des pays développés en ont gagné une liberté nouvelle notamment dans les eaux côtières de nombreux pays en voie de développement qui n’avaient pas encore de flottilles de pêche vraiment développées.

### Un enjeu national
En l’absence de réglementation la loi des marchés s’impose. Il s’agit d’avoir la meilleure productivité et la meilleure rentabilité. L’enjeu ne concerne pas seulement la concurrence entre pêcheurs. Le secteur de la pêche est important aux plans national et local, économique et sociétal. Il touche, directement ou indirectement, l’emploi. Il assure la sécurité alimentaire. Les États ayant une frontière maritime s’impliquent fortement dans les politiques de pêche.

### Les mutations techniques
Dans la recherche de productivité les progrès technologiques ont concerné les bateaux et les engins de pêche. Les bateaux ont gagné en tonnage et en puissance. Leur rayon d’action s’est élargi. Ils peuvent désormais accéder à des pêcheries autrefois inaccessibles. Grâce aux techniques de repérage ils sont capables de suivre et de traquer les poissons dans leurs moindres retranchements. La modernisation des engins de pêche vise à accroître la quantité pêchée par unité de main d’œuvre. Les choix portent sur le type de filet, leur dimension et leur maillage.

### La pêche artisanale
Les innovations technologiques affectent la pêche artisanale. Celle-ci a localement un rôle important. Elle fournit de l’emploi non seulement directement aux pêcheurs mais aussi, le plus souvent, à l’arrière-pays. Le développement de la pêche industrielle nuit à la pêche artisanale. Elle assèche ses ressources et peut contraindre les pêcheurs à modifier les espèces pêchées ce qui supprime le travail traditionnel de l’arrière-pays. La pêche artisanale emploie au niveau mondial 12 millions de pêcheurs contre 0,5 million pour les pêcheries industrielles. Beaucoup de pays la considèrent comme un moyen de développement rural, de sauvegarde de l’environnement, d’équité, de justice sociale et de sécurité alimentaire car les pêcheurs sont pour la plupart pauvres et ruraux.

### Le Sud
La conférence de Rome en 1955, ne considérant que la disponibilité apparente de poissons, laissait s’exercer le libre jeu du marché. Les pays occidentaux ont acheté auprès des gouvernements africains des droits de pêche dans leurs eaux territoriales au détriment des pêcheurs artisanaux locaux. En Asie étaient créées des « joint ventures » de pêche industrielle qui intégraient la pêche dans le système occidental. Les petits pêcheurs, déjà pauvres, étaient évincés dans les restructurations. Les femmes qui étaient particulièrement investies dans les phases de transformation et de commercialisation des produits perdaient leur source de revenus. Au Maroc, à la suite des accords avec l’Union européenne, le secteur de la pêche aurait perdu 60 000 emplois et les ressources halieutiques ont été entamées. En Mauritanie le nombre de pêcheurs de poulpes est passé de 5 000 en 1996 à environ 1 800 en 2001.
En accordant des droits de pêche aux Occidentaux les États en voie de développement ont accru leurs productions halieutiques. Celles-ci représentent maintenant 70 % de la production mondiale. Cependant elles ont moins servi à satisfaire les besoins locaux en protéines qu’à alimenter un marché d’exportation en forte expansion. Les pays du Sud les plus affectés par les problèmes de malnutrition ont transféré leurs protéines d’origine aquatique vers les pays du Nord. Au Sénégal les piroguiers ont concentré leurs activités sur les espèces recherchées par les exportateurs, plus rémunératrices que celles dont les femmes avaient besoin. Celles-ci séchaient les poissons et approvisionnaient une zone allant au-delà de 400 km vers l’intérieur des terres. Elles ont perdu cette source de revenus. La Norvège, par contre sèche maintenant des têtes de morue à destination de pays du Sud. La concurrence des poissons à bas prix provenant du Sud touche également les pêcheurs artisanaux du Nord. Elle a entraîné une mévente de sardines, de merlus, de coquilles Saint-Jacques et d’araignées en France.

### Les connaissances scientifiques
En 1954 M.B.Schaefer publiait une méthode évaluant les captures maximales (MSY) de façon à maintenir les stocks de façon durable. Les données reposaient sur le volume des pêches. Ce concept quantitatif fut adopté par la conférence de Rome en 1955. Les recherches qualitatives effectuées précédemment concernant l’écologie et la croissance des espèces furent considérées comme secondaires. Elles n’avaient plus à proposer de conseils d’aménagements alternatifs. Elles n’ont dès lors disposé que de budgets réduits. Les causes des fluctuations des ressources n’étaient plus recherchées.
Dans les années 1990 les études de la FAO concernant les stocks mondiaux de poissons donnèrent les signes d’une profonde dégradation de la masse poissonneuse. Les effondrements brusques de certaines espèces incitèrent à des recherches sur l’écologie de chaque espèce.

## Les impacts d’une politique
La pêche a un impact dans les secteurs économiques (croissance, emploi), sociaux (emploi dans les zones côtières, sécurité alimentaire dans les pays du Sud) et environnementaux (renouvellement des ressources, biodiversité). L’objectif principal d’une gestion de la pêche est d’ordre environnemental afin de la rendre durable. Les instruments permettant de gérer cet objectif sont multiples. Leur choix est fonction des objectifs économiques et sociaux.

## Les instruments d’une politique
Les instruments d’une politique sont réglementaires ou utilisent les mécanismes de marché. Ils concernent les prises, quantitativement ou qualitativement, les outils (bateaux, filets) et les restrictions de pêche en temps ou en lieux.

### Mesures réglementaires
Elles comprennent entre autres la limitation des prises, des équipages, des jours en mer, la taille et de la puissance des navires et les types d’engins. Dans de nombreux cas les mesures réglementaires aident à atteindre certains objectifs au moindre coût. Dans certains cas elles peuvent représenter un coût supplémentaire si les pêcheurs tentent de les contourner.

### Mécanismes de marché
Ils ne sont pas toujours plus efficaces que les approches réglementaires pour préserver l’état des stocks mais leur multiplicité permet des choix. Les gouvernements peuvent ainsi opter au mieux du contexte économique, social, historique ou culturel du pays. Rendre les quotas négociables indemnise les pêcheurs mais favorise les concentrations. Celles-ci permettent une capacité d’adaptation et une rentabilité meilleure ainsi qu’une facilité de contrôle et par conséquent un moindre coût pour les pouvoirs publics.

### Régulation par les prises
Il s’agit de sauvegarder ou de reconstituer des stocks. Généralement des quotas de pêche sont imposés. Tel est le cas du thon rouge en Méditerranée. Peuvent aussi être limités les temps de pêche (jours en mer par navire, périodes de fermeture de la pêche) ou le nombre de navires, voire leur format et performances. Le maintien durable des stocks passe par la protection des juvéniles, l’interdiction de les pêcher et de pêcher dans les zones ou aux périodes où les espèces se reproduisent. Concernant les espèces en voie de disparition la reconstitution des stocks passe par l'interdiction de les pêcher.
Les prises accessoires suivies de rejets en mer aggravent considérablement les pertes halieutiques. Les rejets en mer sont estimés à un quart des prises. Parmi eux des poissons juvéniles qui auraient pu être pêchés ultérieurement ou de nombreuses espèces protégées. Les États-Unis considèrent qu’il s’agit là d’un problème majeur. Depuis 1996 un décret limite au maximum les mortalités des espèces marines. Des subventions sont accordées aux pêcheurs les plus respectueux de l’environnement marin. Les pêches sont rendues plus sélectives par des programmes d’amélioration d’engins de pêche et des modifications de zones et d’horaires de pêche. Cependant l’amélioration de la situation y est restée très modeste.

### Régulation par le marché
Passer par le marché évite le contournement des règles par les pêcheurs. Sont rendus inutiles les contrôles onéreux et souvent insuffisants. La régulation par le marché donne aux pêcheurs la possibilité d’améliorer l’efficience et la rentabilité de leurs activités. Cependant l’expérience indique que la mise en œuvre des mécanismes de marché nécessite quand même l’instauration de mesures de protection des juvéniles, de limitation du total des captures et d’établissement de droits de pêche (licences, quotas individuels).

### Régulation par les outils de pêche
La régulation par les outils de pêche a pour but la sauvegarde des juvéniles et la minimisation des pêches accessoires avec rejets en mer. Ces objectifs sont obtenus par le type de filet et la dimension de son maillage. En matière de filet le chalut est le principal responsable des rejets en mer, puisqu’il représente à lui seul 72 % des rejets. Le chalut de fond à grande ouverture verticale et le chalut pélagique notamment sont peu sélectifs. Dans la pêche au thon germon l’emploi de filets maillants dérivants et de chalut pélagique en bœufs permet la capture d’individus plus âgés alors que les lignes traînantes pêchaient des individus immatures plus petits.

### Régulation par les bateaux
Le nombre et les spécifications des navires sont aussi l’objet de réglementation dans le cadre général de politiques de pêche. La pêche utilise des bateaux de plus en plus performants quant à leur tonnage, leur longueur ou leur puissance motrice. Ils peuvent ainsi embarquer des outils de pêche de plus en plus lourds, volumineux et performants. Ils accroissent leur vitesse de déplacement ce qui étend leur aire de couverture. Un lien a été établi entre puissance motrice et production.

### L’expertise scientifique
Assurer une pêche durable nécessite de bien connaître l’écologie de l’espèce. Les recherches doivent porter sur les interactions entre l’espèce et son environnement. Il est nécessaire de prendre en compte les prélèvements de l’homme sur les autres espèces et notamment sur les prédateurs de l’espèce étudiée, ainsi que l’évolution des pêches en fonction de facteurs socio-économiques, l’influence du climat et notamment du réchauffement climatique, l’accès des poissons à des réserves marines où ils peuvent se reproduire, la taille des juvéniles avant qu’ils ne soient capables de se reproduire, l’état de la biodiversité marine. La complexité en halieutique nécessite le recours à plusieurs disciplines dans la gestion de la ressource. L'articulation des disciplines est concrétisée par un modèle pluridisciplinaire de dynamique conjointe.

## Critique des politiques

### Fixation de quotas
Des quotas sont établis pour les espèces surexploitées ou en voie de l’être. Ces quotas sont déterminés par des accords régionaux couvrant certaines espèces et réunissant les pays concernés et volontaires. Leur fixation est l’objet d’âpres compromis vu ses répercussions économiques et sociales. Les pays les plus concernés limitent au maximum les contraintes à la fois sous la pression de leurs pêcheurs et pour des raisons d’intérêt national, de développement économique et de maintien de l’emploi. Dans le golfe de Gascogne 70 % des stocks échappent à tout quota. Malgré cela les quotas sont durement contestés par les pays intéressés, France, Espagne et Portugal. Ainsi concernant le merlu et le cabillaud les baisses demandées par la Commission de Bruxelles ont été réduites par le Conseil des ministres européens de la pêche. En outre ces quotas sont peu respectés, les pays mettant peu d’empressement à les appliquer. En 2005 la Cour de justice européenne a infligé à la France une amende de 20 millions d’euros assortie d’une astreinte de 57 millions d’euros. La pêcherie du merlu était visée, son stock ne cessant de diminuer. Conséquence de la surpêche, 95 % des poissons pêchés dans le golfe de Gascogne ont une taille inférieure à 23 centimètres. Dans l’océan Indien le thon albacore est massivement surexploité. Les scientifiques estiment qu’un point de non-retour pourrait être atteint en 2017. Malgré cela la Commission des thons de l'océan Indien (CTOI) n’a pu réunir aucun consensus pour réduire les captures.

### Pêche illicite
La pêche illicite compromet les mesures de protection et de reconstitution des stocks et met en danger la pérennité d’une espèce. Leurs prises ne sont enregistrées dans aucune statistique. La FAO estime qu’elle représente jusqu’à 30 pour cent des captures totales pour certaines espèces et que les prélèvements pourraient s’élever à trois fois le volume autorisé d’une espèce. En Afrique de l’Ouest la pêche illégale compterait, selon la FAO, pour un cinquième des volumes annuels levés dans la région. Selon le Conseil international pour l’exploration des mers (CIEM) en mer Baltique et en mer de Barents entre 90 000 et 115 000 tonnes de cabillaud sont prélevées chaque année sans entrer dans aucune statistique officielle, soit un cinquième du volume capturé officiellement. En Méditerranée au moins un thon rouge sur trois est pêché illégalement. Souvent il est vidé et nettoyé à bord du bateau de pêche puis transféré sur un bateau réfrigérant. Ce dernier transporte le butin jusqu’au Japon ou dans d’autres pays extra-européens sans que la marchandise ne soit amenée à terre et enregistrée dans un port européen. La pêche illicite fait perdre à l’Indonésie l’équivalent de plusieurs milliards de dollars par an. Sur le plan mondial la FAO l’estime à 26 millions de tonnes de prises chaque année.
Les moyens de lutte sont connus : augmenter les contrôles en mer et dans les ports et infliger des sanctions dissuasives. Actuellement les bateaux de pêche illégale sont saisis ou détruits mais les profits réalisés sont tels qu’ils permettent aux opérateurs de récupérer leur bien ou d’acheter un autre navire. Ils ont aussi peu de chance – une sur cinq – de se faire prendre. Enfin beaucoup utilisent des inscriptions sous un pavillon de complaisance et échappent ainsi aux pénalités. Les pêcheries illégales ne sont pas le privilège d’un pays particulier. Les opérateurs de tous les pays sont incités à cette activité vu les capacités de pêche excédentaires. La surcapacité de pêche représente 2,5 fois les captures acceptables.

### Réserves marines
Assurer le renouvellement d’une espèce menacée d’extinction passe par la création de réserves marines et l’interdiction de pêcher les poissons avant leur maturité afin qu’ils aient eu le temps de se reproduire. Les réserves marines profitent aux espèces migratrices comme les thons, les sardines ou les anchois. Elles doivent être créées là où ces espèces sont particulièrement vulnérables, notamment dans les monts sous-marins ou dans les zones de frai. Pourtant les zones protégées ne représentent que 0,7 % de la surface des océans. Les objectifs internationaux fixent d’atteindre 20 % de réserves marines en 2020. Elles incluent des zones refuges où les proies peuvent s’isoler et échapper aux prédateurs.

### Le marché
Rendre négociables sur le marché les licences et les quotas favorise la concentration du secteur. Les retombées sont négatives sur la pêche artisanale, l’emploi, les petits ports de pêche traditionnels et parfois l’arrière-pays. Les instruments de marché visent l’efficience économique. Ils doivent être bornés pour tenir compte de mesures redistributives et du caractère de bien public des stocks de poisson.

### Les outils de pêche
L’efficacité accrue des outils de pêche entraîne le développement économique et procure des bénéfices pour les pêcheurs et la société en général. Les conséquences peuvent être négatives sur les ressources, l’environnement et les équilibres sociétaux. La recherche d’efficacité est mue par la concurrence. Ainsi l’introduction du lamparo au XXe siècle en Méditerranée a été le fait d’immigrés italiens revenant des États-Unis et ayant déjà introduit cette technique en Espagne. À cette époque les pêcheurs méditerranéens français étaient organisés en prud’homies. Celles-ci jugeaient l’emploi du lamparo incompatible avec les autres métiers. Il lui était reproché d’utiliser la lumière pour attirer les poissons au détriment des autres engins, les dimensions peu sélectives de la maille ainsi que le risque de saturation du marché et d’un effondrement des prix de la sardine. Cependant l’Administration a levé progressivement les restrictions qu’elle avait établies. Il s’agissait d’accroître la productivité et de permettre à la France de concurrencer les pays voisins. Ces objectifs ont joué aussi bien pour le lamparo que pour le chalutage.

### Les bateaux
Les surcapacités de pêche sont telles que le secteur est susceptible de prélever 2,5 fois les captures acceptables. Cette surcapacité permet aux groupes de pression d’exiger des compensations aux restrictions vu la baisse des profits qui en résulte. Elle renforce la pression sur les États pour augmenter les possibilités de capture afin d’adapter la production à la capacité. Elle favorise la pêche illégale du fait de l’existence d’une capacité facilement mobilisable. Elle complique la surveillance et la police des pêches et en alourdit les coûts en raison du nombre important de navires de pêche. Cependant les programmes de désarmement déclenchent des « courses au poisson » et n’atteignent pas leur objectif dès lors que les bateaux anciens sont remplacés par des bateaux plus performants. Ceux-ci sont moins nombreux, plus puissants, technologiquement supérieurs et ne diminuent pas la surcapacité. Ils bénéficient d’aides de l’État. Selon l’OCDE ces aides ne sont pas justifiées car la pêche est profitable.

### La recherche scientifique
La recherche scientifique vise à déterminer les possibilités de retraits compatibles avec le renouvellement. Elle nécessite l’évaluation du stock, des prélèvements et la connaissance de l’écosystème de l’espèce. Les chiffres de prélèvement sont donnés par les États à la FAO. Ces données sont des éléments qui interviennent dans les discussions internationales de gestion des pêches. Ils manquent de fiabilité. Soit les États ne les transmettent pas, soit qu’ils n’en ont pas les moyens techniques, soit qu’ils ne le désirent pas. En France il n’est pas possible d’obtenir des données de débarquement sans avoir l’aval préalable de la Direction des pêches. Se rajoute l’absence de données provenant de navires de recherche dans le cadre de campagnes scientifiques ce qui représente un réel obstacle à des expertises complètes et fiables.

## Des politiques peu cohérentes
Une politique de pêche a pour fonction première de gérer la viabilité des stocks. Malgré la multitude de régulations et de réglementations le secteur de la pêche est considéré par les experts comme peu efficace, tant du point de vue de la conservation que du point de vue de l’efficacité économique globale. Concernant le thon rouge les captures annuelles en Méditerranée et en Atlantique Nord seraient d’au moins 50 000 tonnes alors que les prises durables devraient se situer en deçà de 15 000 tonnes. Sur le plan mondial et concernant l’ensemble des espèces pêchées la moitié des stocks sont pleinement exploités et un quart des stocks sont surexploités ou épuisés. Un quart seulement des ressources reste modérément exploité. Le poids des arguments politiques et les intérêts nationaux à court terme prédominent. Les avis scientifiques sont amenuisés par le Conseil des ministres de l’Union européenne. Le maintien de la paix sociale dans les ports prime sur l’avenir des stocks de poissons.
Le premier traité international, contraignant, visant à lutter contre la pêche illégale a été adopté en 2009 par une trentaine de pays. Il n’est entré en vigueur que le 5 juin 2016. La Chine et le Japon n’en font pas partie. Un accord a été conclu le 30 juin 2016 dans l’Union européenne interdisant le chalutage en eaux profondes au-delà de 800 mètres de profondeur. Les eaux internationales ne sont pas concernées et les flottes européennes peuvent continuer à y pratiquer ce chalutage destructeur. Les réglementations prises par les pays du Nord concernant le maillage des filets, la taille des captures, etc., s’appliquent dans leurs zones mais pas dans les eaux des pays du Sud. Les accords entre l’Union européenne et les pays de l’Afrique subtropicale comportent des règles concernant l’accès à leurs eaux territoriales et le volume des captures mais ces pays ne disposent pas des moyens nécessaires en personnel et en bateaux pour effectuer les contrôles nécessaires.
Les aides au secteur de la pêche doivent comporter des objectifs clairs. Ce n’est pas toujours le cas. Dans la plupart des pays de l’OCDE il est accordé aux pêcheurs des allégements de taxes sur les carburants. Les pouvoirs publics réagissent ainsi à une situation sans s’interroger sur les objectifs de leur action. En 2012 le Conseil des ministres européens, sous la pression de la France, de l’Espagne et du Portugal, consent à ce que la modernisation des navires soit subventionnée alors qu’elle ne peut conduire qu’à conforter une surpêche généralisée. L’OCDE souligne l’incohérence de subventionner simultanément l’élimination et la modernisation de navires. Les mesures qui ne limitent pas réellement les capacités ne permettent pas de limiter les captures.

## Une politique inclusive
Une politique de pêche concerne, outre les objectifs environnementaux des objectifs économiques (croissance) et sociaux (collectivités rurales). Ces objectifs peuvent être incompatibles. Maximiser l’efficacité économique est contradictoire avec la pêche artisanale ou avec la durabilité. La contradiction ne doit pas être occultée. Les compromis assurent la cohérence. Les politiques de pêche concernent l’écologie, la sociologie et l’économie. Chacune de ces disciplines intervient séparément. Les économistes voient la solution dans les quotas transférables, les écologistes dans les réserves marines et les sociologues dans l’équité. Pour être efficaces toutes les parties prenantes doivent participer au processus, accepter le changement et le soutenir. Ceux qui sont lésés doivent recevoir une compensation non seulement dans un souci d’équité mais également afin de susciter l’adhésion à la réforme.